# Leiostyla heterodon
Leiostyla heterodon é uma espécie de gastrópode  da família Pupillidae.
É endémica de Portugal.